# Zirkonium(IV)fluoride
Zirkonium(IV)fluoride is een anorganische verbinding van zirkonium en fluor, met als brutoformule ZrF4. De zuivere stof komt voor als een wit kristallijn poeder dat vrijwel onoplosbaar is in water.

## Kristalstructuur en eigenschappen
Zirkonium(IV)fluoride komt voor in drie kristalstructuren:
- α-ZrF4 met een tetragonaal kristalstelsel en behorend tot ruimtegroep P42/m
- β-ZrF4 met een monoklien kristalstelsel en behorend tot ruimtegroep C12/c1
- γ-ZrF4 met een onbekende kristalstructuur

De α- en γ-fase zijn onstabiel en gaan bij 400°C irreversibel over naar de monokliene β-fase.

## Toepassingen
Zirkonium(IV)fluoride vindt in gesmolten toestand toepassing als koelmiddel in een gesmoltenzoutreactor of een VHTR. Daarnaast wordt het gebruikt als bron voor zirkonium-ionen bij zuurstofgevoelige toepassingen, zoals metaalproductie. Zirkonium(IV)fluoride vormt een bestanddeel van ZBLAN, een type fluorideglas.